# Любо Бабич
Любо Бабич (хорв. Ljubo Babić; *14 червня 1890, Ястребарско, Австро-Угорщина, тепер Хорватія — 14 травня 1974, Загреб, СФРЮ, тепер Хорватія) — видатний хорватський живописець, графік, театральний оформлювач і художник-костюмер, педагог, мистецтвознавець і критик, теоретик та історик мистецтва, музейник; дійсний член Хорватської академії наук і мистецтв. Як митець, працював у різних техніках — олійними фарбами, темперою, аквареллю, створював малююнки, гравюри та літографії. У міжвоєнний період у 1-й половині ХХ століття Любо Бабич був найвпливовішою фігурою культурно-мистецького життя Загреба.
Співпрацював з театральним режисером Бранком Гавеллою у справі створення театральних декорацій для низки постановок Хорватського національного театру в Загребі. У 1940 році він став повним професором Загребської академії мистецтв. Він організовував і проводив мистецькі виставки як у Хорватії, так і за кордоном, опублікував багато статей в галузях історії мистецтва та критики сучасного йому мистецького процесу. Написав та проілюстрував багато книжок, працював дизайнером плакатів, інтер'єрів, декоратором культурних проектів.

## З життя і творчості
Любо Бабич народився 1890 року. У 1908—10 навчався в Загребі, в 1910—13 відвідував Академію мистецтв у Мюнхені, де його навчав живопису Франц фон Штук. У 1913—14 роках він продовжував свої мистецькі студії в Парижі й повернувся на батьківщину на початку Першої світової війни. Його ранні роботи того періоду показують певну схильність до поетичного символізму та модерну. У портретах художник згодом почав більшу увагу зосереджувати на психологічних характеристиках суб'єкта. З 1916 року у творчості Бабича з'явилися експресіоністські ідеї й теми, помітно навіть рух до абстракції, що вилилося у створення деяких із його найкращих робіт. У листопаді 1916 року, у зв'язку з кончиною австро-угорського імператора Франца-Йосифа, на всіх вулицях Загреба виставили чорні прапори. Натхненний цією «картиною», тоді 26-річний Бабич у своїй студії на другому поверсі будинку на вулиці Ілиця почав творити свою картину. На передньому плані довгий, розірваний чорний прапор (він символізує як пригноблені нації під австрійською короною, так і неминучий розпад імперії), за ним — зловісні хмари, а внизу — люди, що йдуть. «Чорний прапор» (Crna zastava) Бабича є одним з найбільш потужних і яскравих образів тогочасного європейського мистецтва, що за своєю композицією не має аналогів.

Картини Любо Бабича у Сучасній галереї в Загребі

Подорож художника до Іспанії в 1920 році мала наслідком цикл виразних картин та етюдів. Критики прихильно сприйняли цю підбірку іспанських вуличних сцен, що стала вершиною як живопису власне Бабича, так і хорватського мистецтва XX століття в цілому.
Близько 1930 року митець почав роботу над серією пейзажів і портретів людей з усієї Хорватії. Він мандрував на південь у літні місяці, накидуючи сцени від Колочепа і Пельєшаця до Чіово та Трогіра (1930—36). Працював над тим, що сам назвав «місцеве вираження», вважаючи, що пейзаж, історична минувшина і народне мистецтво здатні виявити характери і вдачу людей. Повернувшись у свою майстерню, він з 1933 по 1939 рік створив вражаючий цикл пейзажів (серія «Рідний край» / Rodni край).
Любо Бабич був також один із творців «золотого віку» Загребського театру в 1920—30-х років. Він дебютував як сценограф у 1918 році, створивши загалом близько 180 декорацій (часто також ескізи костюмів) для драм, комедій та оперних вистав. Його проекти завжди ґрунтувались на логіці подій на сцені, але і він як художник зробив великий внесок у розвиток драматичної дії. Любо Бабич також був засновник першого художнього театру ляльок у Загребі (1920), наступником якого став Загребський театр ляльок (1948), а його сценографія для Всесвітньої виставки «Paris Expo» в 1925 році принесла йому гран-прі.
Літературний доробок Любо Бабича містить 20 книг, брошур і спеціальних видань, близько 400 статей у періодичних виданнях, багато енциклопедичних статей і декілька освітніх програм. На додаток до педагогічних і критичних праць він також лишив по собі низку нотаток про мандрівки й автобіографічні тексти.
Любо Бабич був членом ряду редколегій літературних часописів і редактором Академічного бюлетеня 1957 року. В 1964 році став лауреатом премії імені Владимира Назора — за життєві досягнення. Це найвища нагорода в галузі культури в Хорватії.
Картини Любо Бабича експонуються в таких музеях: Сучасній галереї, Музеї сучасного мистецтва (обидва — Загреб), у Галереї мистецтв (Спліт), Художньому музеї Осієка, Художній галереї (Рієка) у Хорватії, а також у Музеї сучасного мистецтва в Скоп'є (Північна Македонія).